# Jugów

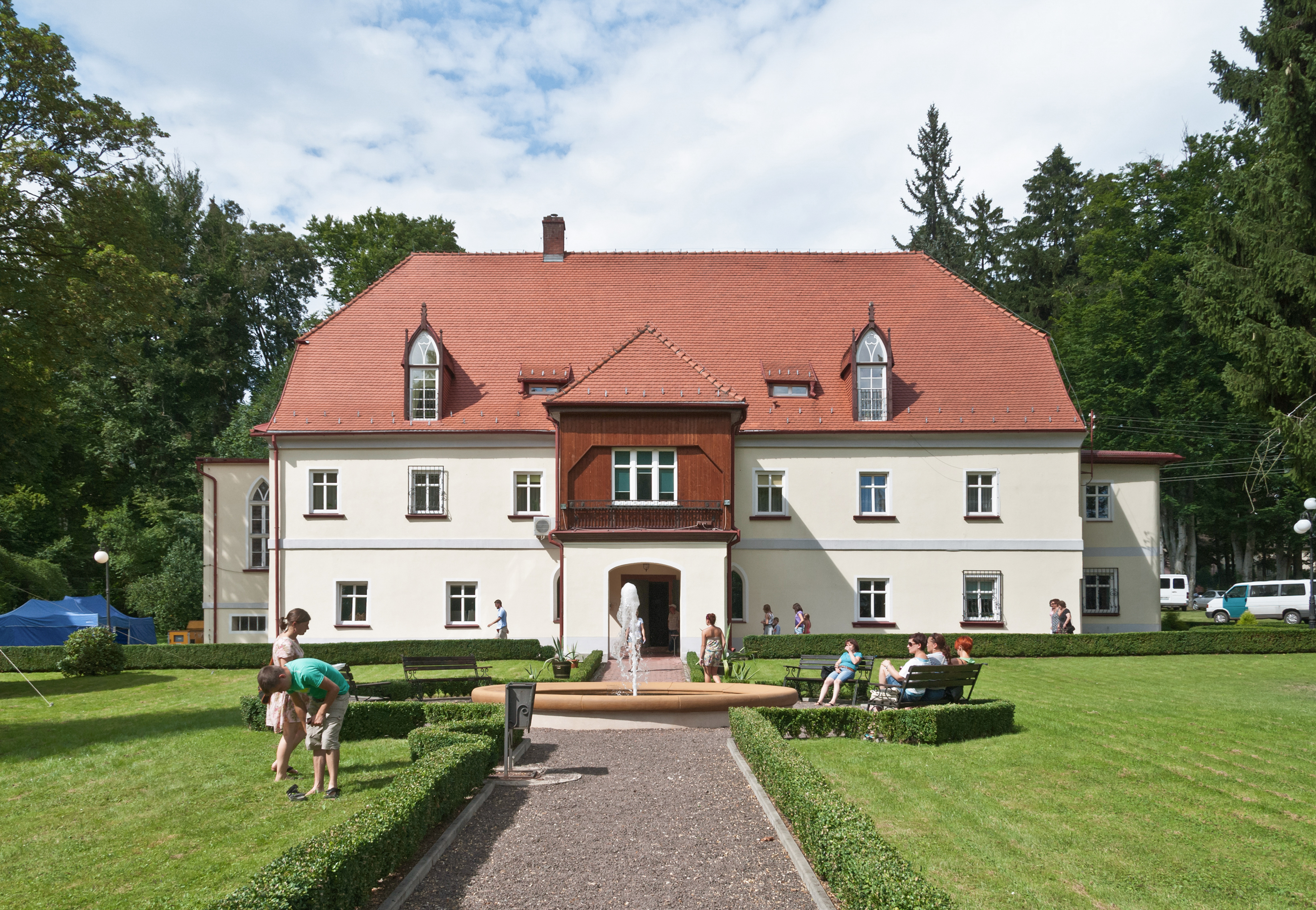
Pałac w Jugowie

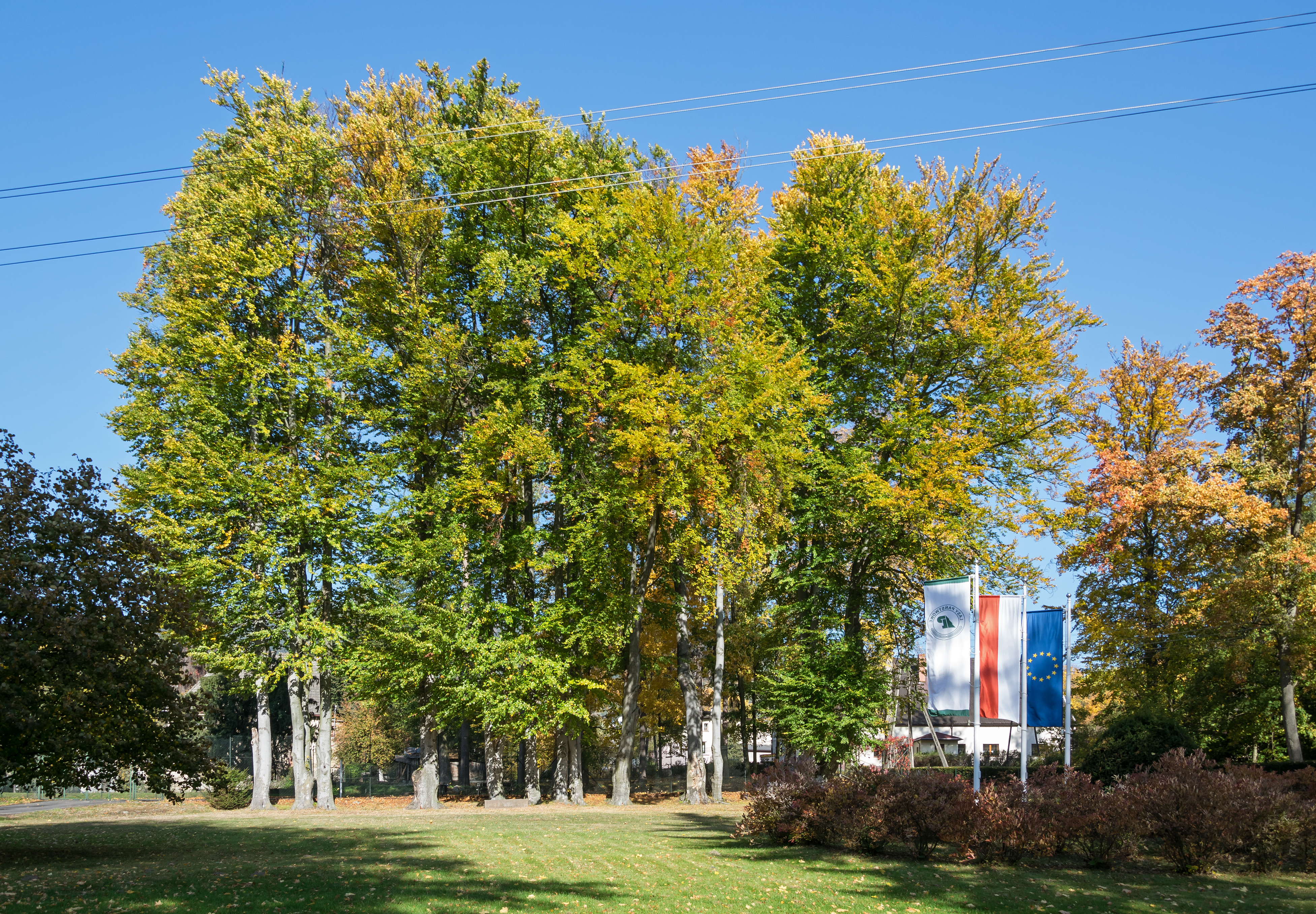
Park przy pałacu

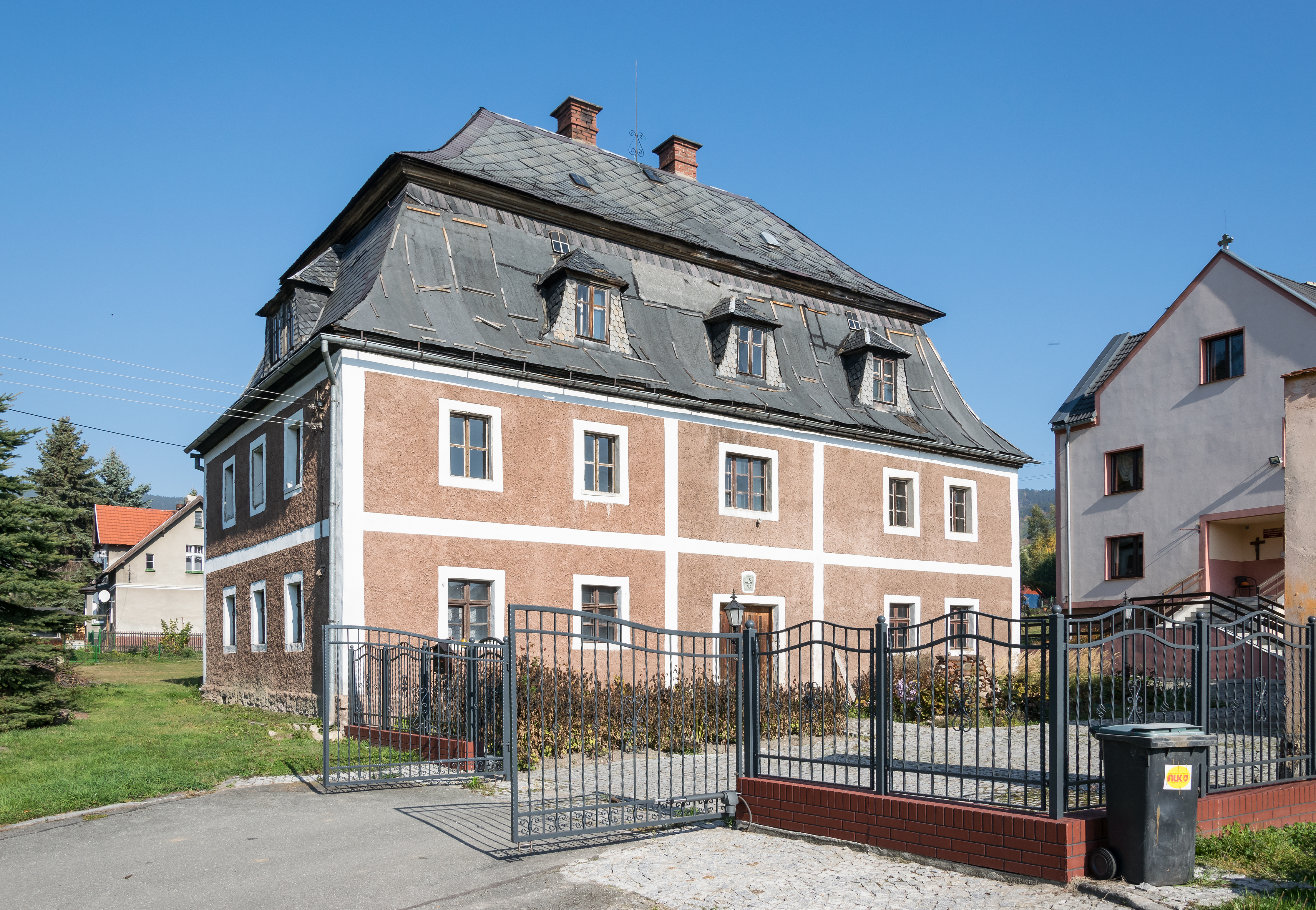
Zabytkowa plebania

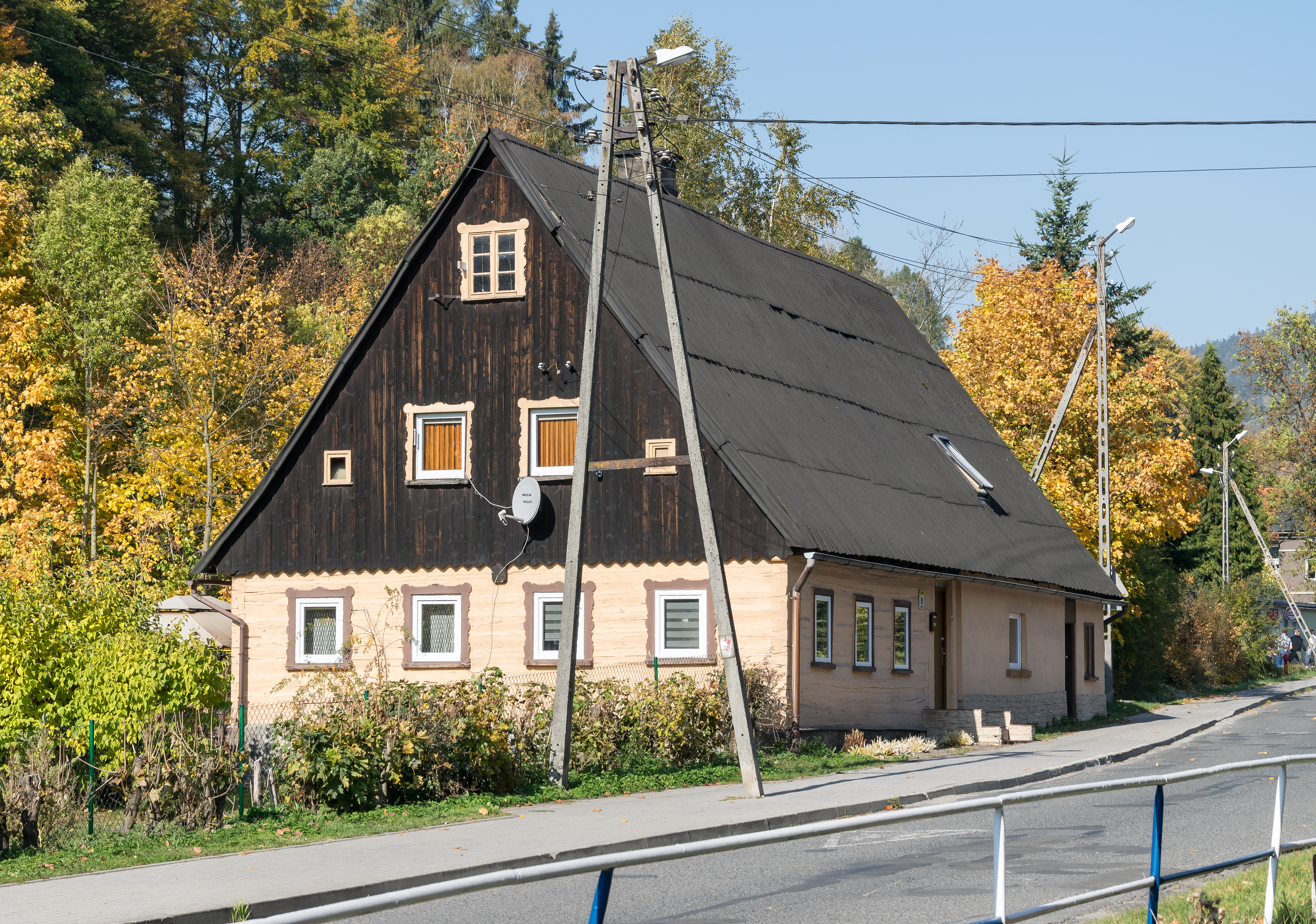
Dom sudecki przy ul. Głównej 90

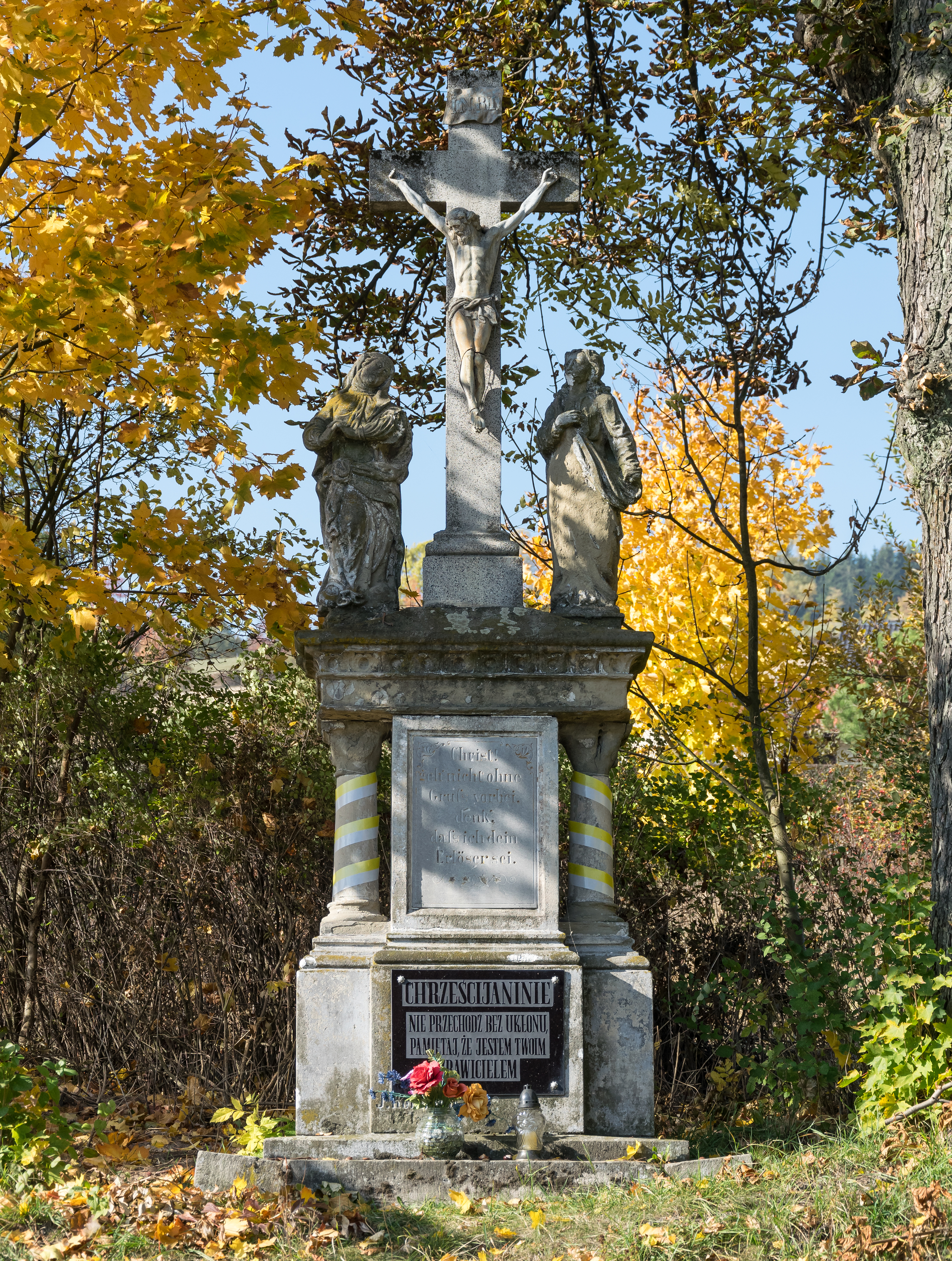
Grupa Ukrzyżowania

Jugów (niem. Hausdorf) – wieś w Polsce, położona w województwie dolnośląskim, w powiecie kłodzkim, w gminie Nowa Ruda. Wieś jest siedzibą nadleśnictwa.

## Podział administracyjny
| SIMC    | Nazwa       | Rodzaj    |
| ------- | ----------- | --------- |
| 0854185 | Goliszyn    | część wsi |
| 0854191 | Jastrzębiec | część wsi |
| 0854200 | Jutroszów   | część wsi |
| 0854216 | Krzów       | część wsi |
| 0854239 | Nagóra      | część wsi |
| 0854245 | Olszowiec   | część wsi |
| 0854251 | Pniaki      | część wsi |
| 0854268 | Sobków      | część wsi |
| 0854274 | Więcław     | część wsi |
| 0854280 | Zdrojowisko | część wsi |

W latach 1954–1972 wieś należała i była siedzibą władz gromady Jugów. W latach 1975–1998 miejscowość położona była w województwie wałbrzyskim.

## Demografia
Według Narodowego Spisu Powszechnego (III 2021 r.) Jugów liczył 2697 mieszkańców. Jest największą miejscowością gminy Nowa Ruda.

## Nazwa
Wieś Hugona, tak można przetłumaczyć najstarsze nazwy wsi nad Jugowskim Potokiem. W 1327 roku wymieniona jest Hennigi villa, w 1374 Hugonivilla. Są to oboczności tego samego imienia Hugon. Mamy więc do czynienia z nazwą patriotyczną, wywodzącą się od imienia założyciela, być może pierwszego założyciela wsi. Nazwa Hausdorf (pierwszy raz wymieniona w 1446 roku), wydaje się być skrótem wyżej wymienionego imienia. Właśnie ona przetrwała do 1945 roku. Wówczas, gdy pośpiesznie ustalano polskie nazwy, dosłownie przetłumaczono brzmienie nazwy na Domowice (od niem. Haus – dom). W 1947 roku zmieniono Domowice na Jugów. Obecnie obowiązująca nazwa nie ma związku z poprzednimi.
Miejscowość przed 1945 r. nosiła nazwę Hausdorf. Krótko po 1945 r. nosiła nazwę Domowice, potem nadano jej nazwę Jugów od „Jug” (południe).

## Charakterystyka wsi
Jest to tzw. łańcuchówka z kilkoma rozgałęzieniami wzdłuż potoków, w których ulokowały się przysiółki: Sobków (Pniaki), Krzów, Goliszyn, Nagóra, Jutroszów, Olszowiec, Jastrzębiec. Bardzo duża i rozległa letniskowa wieś położona w dolinie Jugowskiego Potoku i jego dopływów w Górach Sowich u podnóża Kalenicy (964 m n.p.m.) na północ od Nowej Rudy. Jugów zachował w pełni układ pierwotnej wsi łańcuchowej i bardzo liczny zespół zróżnicowanej zabudowy, która miejscami nadaje mu charakter osiedla miejskiego. Po wojnie miejsce spotkania się kilku kultur, ponieważ przybyli tu osadnicy wojskowi oraz z centralnej Polski, przymusowi polscy wysiedleńcy zza Buga oraz osoby powracające z emigracji zarobkowej z zachodniej Europy – głównie polscy górnicy pracujący we Francji (Masyw Centralny i okolice, Lille), jak również pozostało tu wielu niemieckich górników, którzy pracowali w lokalnych kopalniach węgla kamiennego.

## Historia
Na terenie Jugowa od wieków miejscowa ludność trudniła się rzemiosłem, rolnictwem, wydobywaniem węgla kamiennego oraz rud: miedzi i żelaza. W centrum wsi zachowały się zabudowania dawnej kopalni węgla „Kurtschacht”. Inne ślady działalności jak: przemysłowe obiekty, pokopalniane budowle, hałdy i sztolnie można spotkać wokół wsi i w przyległych do niej przysiółkach. Wiele z nich zasługuje na ochronę jako zabytki techniki. W XV w. istniała tu huta szkła, a od XV w. do XIX w. funkcjonowała kopalnia rud miedzi, którą wytapiano w miejscowej hucie. Pierwsze wzmianki o miejscowości pochodzą z XIV w., ale znaleziska archeologiczne potwierdzają, że w okresie średniowiecza istniał tutaj niewielki gród, będący poprzednikiem obecnej wsi. Osada rozwijała się bez większych przeszkód aż do czasu wojny trzydziestoletniej, kiedy to zniszczeniu uległa nie tylko wieś, ale i istniejąca tu huta szkła. W kolejnych wiekach podstawą rozwoju Jugowa było tkactwo oraz górnictwo węgla kamiennego. Były tu czynne: młyn, browar, tkalnia, szwalnia, kopalnia, kuźnia, wiele zakładów rzemieślniczych oraz kilkanaście sklepów. Z czasem te dziedziny przemysłu zaczęły słabnąć, a ich miejsce zajmowała turystyka, bowiem wieś była popularnym miejscem startu wycieczek na Wielką Sowę, Kalenicę i inne szczyty Gór Sowich. W Jugowie przed II wojną światową działała grupa Kłodzkiego Towarzystwa Górskiego, w początkach XX w. był to prężny ośrodek turystyczno-letniskowy, działało tu kilka restauracji i schronisk turystycznych, a we wsi pod koniec lat 30. XX wieku było blisko 120 miejsc noclegowych. Jeszcze do lat 70 XX w. wieś tętniła życiem. Od 1980 r. po zamknięciu okolicznych kopalń i fabryk włókienniczych większość młodych wyemigrowała za pracą w inne rejony Polski, a wieś powoli się wyludnia i traci na znaczeniu. Dzisiaj przyciąga przede wszystkim narciarzy, którzy korzystają z kompleksu narciarskiego w pobliżu Przełęczy Jugowskiej oraz lotniarzy, którzy do startów wybrali zbocze Żmija.

## Właściciele
- 1472–1482 – Georg I von Stillfried und Rattonitz (zm. 1482)[10]
- 1482–1492 – Georg II von Stillfried und Ratienitz (1459–1492)[11]
- 1492–1518 – Georg III von Stillfried
- 1518–1524 Jakob von Stillfried und Rattonitz (1483–1524(9))[12]
- 1524–1518 – Georg IV von Stillfried
- 1560 – Georg V von Stillfried
- 1586 – Georg VI von Stillfried
- 1586–1615 – Henryk von Stillfried – Starszy (1519–1615)[13]
- 1605–1609 – Jan (Hans) von Stillfried Rattonitz (1549–1609)[14] – Jugów Górny
- 1609–1620 – Tobias Stillfried von Rattonitz (1580–1620)[15] – Jugów Dolny
- 1628–1658 – Hans Bernhard Stillfried von Rattonitz (1615–1658)[16] – Jugów Dolny
- 1628 – Dietrich von Haugwitz – Jugów Górny
- 1658–1669 – Bernhard II von Stillfried
- 1669–1702 – Bernhard III von Stillfried und Rattonitz (1641–1702)[17] – Jugów Dolny
- 1702–1720 – Raymund Erdmann Anton Freiherr Stillfried von Rattonitz (1672–1720)[18] – Jugów Dolny
- 1720–1739 – Johann Joseph I baron Stillfried von Rattonitz (zm. 1739)[19] – Jugów Dolny
- 1739–1761 – Anna von Stillfried hrabina von Salburg (1703–1761)[20], żona Johanna Josepha I
- 1761–1796 – Michael Raymund baron Stillfried und Rattonitz (1730–1796)[21] – Jugów Dolny, od 1787 – Jugów Górny
- 1765–1787 – Haugwitz – Jugów Górny
- 1790–1808 – Friedrich Stillfried und Rattonitz[22] (ur. przed 1790–1808) – Jugów Górny, od 1796 Jugów Dolny
- 1796–1805 – Johann Joseph II, hrabia Stillfried und Rattonitz (1762–1805)[23]
- 1832–1865 – Ludwik von Pfeil
- 1865–1901 – Eberhard von Pfeil und Klein Ellguth (1839–1901)
- 1865–1914 – Marie von Pfeil, żona Eberharda
- 1914–1945 – Friedrich Albrecht von Pfeil und Klein-Ellguth (1890–1945)[24]

## Zabytki
Według rejestru zabytków Narodowego Instytutu Dziedzictwa na listę zabytków wpisane są obiekty:
- kościół św. Katarzyny Aleksandryjskiej w Jugowie - barokowy, parafialny pw. św. Katarzyny, z polichromią, znajduje się w centrum wsi. Zbudowany został w latach 1718–1722 na miejscu poprzedniego (również pw. św. Katarzyny), który istniał już w 1374 r., potem zniszczony, a na jego miejscu powstała drewniana kaplica. Kościół był kilkakrotnie remontowany i rozbudowany z powodu pęknięć, jakie ujawniały się w wyniku szkód górniczych, dzięki czemu uzyskał oryginalną bryłę. Wnętrze wypełniają elementy barokowe. Do najcenniejszych należą: ołtarz główny stworzony przez Michała Ignacego Klahra, obraz przedstawiający patronkę świątyni, ambona z wizerunkami ewangelistów oraz ołtarze boczne;
- zespół pałacowy, ul. Główna 149, z połowy XIX w.:
  - pałac,
  - park.

inne zabytki:
- figurka św. Jana Nepomucena z 1796 r. stoi przy kościele
- zabytkowe zabudowania starej plebanii, powyżej kościoła po prawej stronie drogi
- szyb kopalniany niem.„Kurtschacht” Kopalni Wacław z Ludwikowic Kłodzkich, położony jest w środkowej części wioski, pozostałość po dawnej kopalni węgla kamiennego z charakterystycznymi zabudowaniami przemysłowymi z końca XIX w. Inne obiekty pokopalniane, hałdy i sztolnie można spotkać wokół wsi i przyległych przysiółkach. Wiele z nich zasługuje na ochronę jako zabytki techniki
- otwarta kapliczka z przedstawieniem Chrystusa na krzyżu znajduje się na miejscowym cmentarzu parafialnym przy wejściu, upamiętniająca największą katastrofę górniczą na tamte czasy w Europie, jaka wydarzyła się 9 lipca 1930 w kopalni Wenceslaus[26]. Zginęło wtedy 151 górników. Wałbrzyski architekt Pietrusski zaprojektował pomnik i figurę Chrystusa „zwisającego na krzyżu, który jakby nosił na barkach cały ciężar górniczej niedoli”, którą wykonał w drzewie noworudzki rzeźbiarz August Wittig. Jeszcze do lat 80. XX wieku na cmentarzu po prawej stronie kapliczki znajdowała się wydzielona kwatera z grobami poległych górników; dziś nie ma po niej już śladu[27]
- trzy drewniane krzyże (do dziś zachowały się tylko dwa) i tablica upamiętniająca niemieckich bohaterów wojny światowej – „Unseren Helden des Weltkrieges in Dankbar gewidmet”, tzw. Jugowska Golgota, stoją na wzgórzu w Jugowie Górnym po lewej stronie drogi za rzeką wśród drzew, miejsce bardzo rzadko odwiedzane.
- ślady średniowiecznego grodziska widoczne w okolicznych przysiółkach
- wiele zabudowań gospodarczych, budynków, krzyży, sporo przydrożnych kapliczek figuralnych z XVIII-XIX w.
- jeden z liczniejszych w Górach Sowich zespołów zabudowy mieszkalnej złożony z okazałych, wielorodzinnych domów (portale, opaski okienne, szczyty, pilastry, tympanony), jak i mniejszych, ale równie reprezentacyjnych willi i pensjonatów, po małe chaty murowane, a nawet drewniane o konstrukcji wieńcowej lub mieszanej, jak również budynki z tzw. murem pruskim
- kilka mostów, przejazdów i przepustów kamiennych, w większości sklepionych z drugiej poł. XIX wieku, zachowało się na Jugowskim Potoku[9].

## Ważniejsze daty
- do 1352 r. Jugów należy do rodziny von Wustehubów.
- w 1352 r. od rodu von Wustehube dobra noworudzkie w tym Jugów nabywa rodzina Donynów, pochodząca z pogranicza czesko-łużyckiego. Dokument tej transakcji podaje, iż głównym nabywcą był Hensel von Donyn, syn Ottona.
- w 1360 r. cesarz Karol IV potwierdza transakcję i nadaje dobra noworudzkie w tym Jugów jako lenno rycerskie Jarosławowi von Donynowi.
- w 1428 r. w Jugowie dochodzi do spotkania Vogelsangu. Spotykają się: Reynevan, Rzehors, Bisclavert i inni agenci grupy z grupą zabójców przyprowadzonych przez Urbana Horna z Czech. Wydarzenie zostało opisane w powieści Andrzeja Sapkowskiego „Boży bojownicy” i jest oczywiście fikcją literacką.
- w 1472 r. ks. Henryk Podiebradowicz Starszy przekazał „państewko noworudzkie”, w tym Jugów jako dobra lenne Georgowi von Stillfredowi z Ratenitz na Łużycach, dobra w rękach Stillfredów są do pocz. XIX w.
- w 1580 r. w dobrach Stillfredów wybuchły zamieszki chłopskie.
- 11 maja 1807 r. mjr v. Losthin, najlepszy dowódca generała Götzena, na czele starannie wybranych oddziałów pruskich w sile ośmiu kompanii strzelców (1130 bagnetów) i trzech szwadronów kawalerii (230 szabel) z dwoma działami z twierdzy w Srebrnej Górze przechodzi przez Jugów, Sokolec, Głuszycę, by dopiero z rejonu Świebodzic przebić się w kierunku Kątów Wrocławskich luką między Strzegomiem a Świdnicą.
- w 1898 r. kopalnie jugowskie przechodzą pod gwarectwo Neurode Kohlen- und Tonwerke[9].